# 中國人權法草案
中國人權法草案，在中華民國立法院推動、審議中的一項法律草案，由台灣團結聯盟立委與人權團體台灣關懷中國人權聯盟於2015年10月1日提出。草案規劃在中華民國行政院轄下設置「中國人權委員會」，聲援被政治迫害的中華人民共和國民眾，並規定中國大陸的加害者，不得入境台灣，已入境者則應立即驅逐出境。該草案參考美、日、韓之《北朝鮮人權法》立法精神，如果完成立法，將是亞洲首次有政府將中華人民共和國人權問題入法，並具體落實立法院2010年「禁止嚴重迫害人權的中共高幹入境」的決議、2012年「要求政府營救中國良心犯」的決議。台聯自2012年起構思本草案，2015年10月在立法院提案後，一讀過程中遭國民黨團阻擋，國民黨主席朱立倫並未提出阻擋的理由。

## 立法院相關決議
據中央廣播電台《為人民服務》節目，朱婉琪指出，在2010年到2012年，立法院及台灣20個縣市議會先後通過了禁止嚴重違反人權的中共官員入台的決議，但近年有人權迫害記錄的中共官員訪台，卻從未有被驅逐出境的個案。《中國人權法》草案以具體規範落實，「促使了在行政機關當中，必須要直接，面對中國人權成立一個專責機構，勢必要面對以後國會所通過這些決議，甚至一些法案的執行，挑起一個專責的責任。」
1. 【決議禁止嚴重違反人權的中共高幹入台】：2010年12月由中華民國立法院全數無異議表決通過，要求主管機關（法務部、陸委會、移民署）詳查申請來台的中華人民共和國政府官員，有無嚴重違反人權情事，一旦發現，應即列為不受歡迎人物，不發予入境許可、不准許入台；中華民國政府並應通令要求各級政府機關及民間組織，對該等人士「拒絕邀訪、不歡迎、不接待」，以踐行「人權立國」之國策、維護民主法治之國際形象[6][7]。台灣至少有16個地方縣市議會，包括新北市、桃園市、台中市、台南市、高雄市等，亦通過此決議案。
2. 【決議促政府營救中國大陸良心犯】2012年12月11日，中華民國全體無異議通過決議，要求中華民國政府嚴重關注被關押的4033名中國大陸良心犯的生命、身體、財產及自由等基本人權被剝奪之情況，並要求政府應依《公民與政治權利國際公約》第18條以制定相關國內法令予以救援及協助，以落實兩公約實踐及順應國際潮流，說明文中並引聯合國及美國的人權報告等資料，指「活摘法輪功學員及死刑犯器做為器官買賣移植之用,實為駭人聽聞、天理難容之邪惡暴行」[8]。

## 規劃中國人權委員會
草案明定，中國人權委員會，建立在行政院之下。功能設計上，須掌握國際與中國人權情況、製作「中國人權狀況報告書」每年向立法院報告。針對中國大陸被迫害者，委員會須提出聲援、救助及保護辦法。而經委員會調查，有事實足認定，在中國大陸境內迫害維權、民主運動及宗教人士者，應當告知境管單位，拒絕入境台灣；已入境者則立即驅逐出境。當委員會開會時，得邀請學者、專家及中國人權被迫害的當事人或利害關係人列席。
朱婉琪律師則建議，臺灣可參考美國國會及行政部門中國問題委員會（CECC），在國會立法院的層次上成立一個「中國問題委員會」，每年向國會及總統提出報告、監督行政部門。

## 類似立法模式
目前，就第三國（或第三地區）制定人權法的國家有三個：美國的《北朝鮮人權法》內容較完整，日本《北朝鮮人權法》相對著重人質綁架議題，南韓的《北朝鮮人權法草案》還在立法中。

## 評價
- 台聯黨主席黃昆輝認為，中華人民共和國想成為一個受尊敬的國家，必須要積極促進普世價值的人權，他舉習近平「依法治國」政策方針為例呼籲重視人權，[1]此法案也凸顯了台灣的主體性。[9]前考试院院长姚嘉文、台商投資中國受害者協會理事長高為邦、民進黨中國事務部研究員楊大慶、台灣基督教長老教會總會總幹事林芳仲都表示支持[1]。
- 台灣法輪功律師團發言人朱婉琪律師接受外媒採訪時指出，草案充分反映台灣對中國人權的關切，她認為推動改善人權才能使中國成為一個正常的法治國家[1]。她指這法案有兩層意義，一是从（中華民國）《两公约施行法》通过以来，第一個具前瞻與開創性，有助兩岸三地人民的最具人道精神的法案。二是突显台湾以人权立国，且两岸三地目前只有台湾最具有条件及能力提出這一中国人权法案。[10]
- 台灣關懷中國人權聯盟魏千峰律師認為，兩岸關係交流不應僅只建立於經貿往來。「美國、歐盟或日本，他們對與中國的交流都有一些條件限制，理論上就都是會對中國的人權提出適度的批判和監督。」[1]

## 外部連結
- 中央廣播電台《為人民服務》節目

1. 2015-10-8，〈台灣制定「中國人權法」的意義〉，訪談訪台灣法輪功人權律師朱婉琪。
2. 2015-10-15，〈海外異議人士看「中國人權法」〉，訪「中國公民力量」創辦人楊建利博士。
3. 2015-10-16，〈不論統獨，台灣不能無視於中國大陸人權問題〉，訪「台灣團結聯盟」立法院黨團總召賴振昌。